# Thanga Thambi
Thanga Thambi (Tamilisch: தங்கத் தம்பி) ist ein tamilischer Film von Francis Ramanath aus dem Jahr 1967. Das Melodram über zwei Brüder, die sich wegen ihrer Frauen entzweien, schrieb der Politiker M. Karunanidhi. 

## Handlung
Der ältere Bruder Varadan heiratet Sundari. Varadan möchte, dass sein jüngerer Bruder Venu eine reiche Frau findet, doch Sundari hätte lieber eine arme und unterwürfige Schwägerin. Venu heiratet daraufhin die sanftmütige Parvathi.
Sundari wollte eigentlich aus Angst ihre Figur zu ruinieren nicht schwanger werden, doch bekommt dann zur selben Zeit wie ihre Schwägerin ein Kind. Parvathi zieht beide Kinder auf, was schließlich zur Entfremdung der beiden Brüder führt.